# Have a Nice Day (single van Bon Jovi)
Have a Nice Day is een nummer van de Amerikaanse rockband Bon Jovi uit 2005. Het is de eerste single van hun gelijknamige negende studioalbum. 

## Achtergrondinformatie
"Have a Nice Day" is een uptempo rocknummer met als thema's tolerantie en uitdagendheid. Jon Bon Jovi zingt over zelf baas blijven en je niet laten beïnvloeden door anderen. Hij schreef het nummer nadat George W. Bush bij de Amerikaanse presidentsverkiezingen van 2004 werd herkozen als president van de Verenigde Staten. Bon Jovi had echter campagne gevoerd voor zijn Democratische uitdager John Kerry. Jon Bon Jovi heeft in meerdere interviews aangegeven dat dit nummer een anti-Bushlied is.
Het nummer had niet echt succes in de Amerikaanse Billboard Hot 100, het bleef steken op plek 53. In Europa werd het wel een hit, waaronder in het Verenigd Koninkrijk, Italië en het Duitse taalgebied. Ook in de Nederlandse Top 40 deed het nummer het goed met een 6e positie. In de Vlaamse Ultratop 50 haalde het nummer 27.

## Tracklijst
- Muziekdownload

1. "Have a Nice Day" - 3:36

- Cd-single

1. "Have a Nice Day" (albumversie) - 3:51
2. "The Radio Saved My Life Tonight" - 5:15
3. "I Get a Rush" - 3:08
4. "Miss Fourth of July" - 8:01